# 자니 스테치노
《자니 스테치노》(Johnny Stecchino)는 이탈리아에서 제작된 로베르토 베니니 감독의 1991년 영화이다. 로베르토 베니니 등이 주연으로 출연하였고 마리오 세치 고리 등이 제작에 참여하였다. 1991년 개봉 당시 이탈리아에서 흥행수익이 가장 높은 영화였다.
극장 개봉/VHS 미국판은 이탈리아판에 비해 20분 정도 더 짧은 편이다.

## 출연

### 주연
- 로베르토 베니니

### 조연
- 니콜레타 브라스키
- 파올로 보나첼리